# Херардо Міранда
Херардо Міранда Консепсьйон (ісп. Gerardo Miranda Concepción, нар. 16 листопада 1956, Нуакшот) — іспанський футболіст, що грав на позиції правого захисника за «Лас-Пальмас», «Барселону» та національну збірну Іспанії.

## Клубна кар'єра
У дорослому футболі дебютував 1976 року виступами за команду «Лас-Пальмас», в якій провів п'ять сезонів, взявши участь у 101 матчі чемпіонату.
Своєю грою за цю команду привернув увагу представників тренерського штабу «Барселона», до складу якого приєднався 1981 року. В каталонському клубі був спочатку резервним гравцем, а почниючи із сезону 1984/85 виборов конкуренцію за місце основного правого захисника команди. Протягом семи сезонів, проведених у її складі ставав чемпіоном Іспанії, по два рази ставав володарем Кубка Іспанії і Кубка іспанської ліги, а 1982 року вигравав Кубка володарів кубків УЄФА.
Завершув ігрову кар'єру у «Лас-Пальмасі», в якому її свого часу й розпочинав. Повернувся до команди 1988 року, захищав її кольори до припинення виступів на професійному рівні у 1990.

## Виступи за збірну
1981 року дебютував в офіційних матчах у складі національної збірної Іспанії.
Загалом протягом п'ятирічної кар'єри в національній команді провів у її формі 9 матчів.

## Титули і досягнення
- Чемпіон Іспанії (1):

«Барселона»: 1984-1985
- Володар Кубка Іспанії (2):

«Барселона»: 1982-1983, 1987-1988
- Володар Кубка іспанської ліги (2):

«Барселона»: 1983, 1986
- Володар Суперкубка Іспанії (1):

«Барселона»: 1983
- Володар Кубка Кубків УЄФА (1):

«Барселона»: 1981-1982